# Раєвський Микола Миколайович (онук)
Микола Миколайович Раєвський (5 листопада 1839, Керч — 1876, Горні Адровац) — полковник, учасник Середньоазіатських походів і Сербсько-турецької війни. Онук генерала від кавалерії Раєвського Миколи Миколайовича. Син генерал-лейтенанта Миколи Миколайовича Раєвського.

## Біографія
Народився в Керчі 5 листопада 1839 року. М. М. Раєвський виховувався під наглядом своєї матері Ганни Михайлівни, яка не шкодувала коштів на освіту синів. Більшу частину свого дитинства він провів в Італії, Франції та Англії, а потім, з 17 років — у Москві. Найкращі вчителі і найвідоміші професори (між іншими — Т. М. Грановський) були запрошені до хлопчика, а безпосереднім його керівником був сам Грановський. Після закінчення домашньої освіти Раєвський вступив до Московського університету, на фізико-математичний факультет. В університеті він зблизився з гуртком І. С. Аксакова, познайомився зі слов'янським питанням і відтоді на все життя залишився слов'янофілом. Закінчив університет у 1862 році зі ступенем кандидата природничих наук. 22 лютого 1863 року, під впливом порад свого родича, князя Яшвіля, вступив унтерофіцером у Лейбгвардії Гусарський Його Величності полк, яким командував Яшвіль. 15 березня 1870 року Раєвський перевівся підполковником у 7-й Туркестанський лінійний батальйон. Під час штурму Кітаба командував лівою штурмовою колоною. У Туркестані Раєвський пробув до жовтня 1874 року. На початку 1874 року Раєвський вийшов у відставку. У жовтні 1874 року поїхав до Росії і знову вступив на військову службу, отримавши призначення поступити в розпорядження командувача військами Одеського військового округу. У 1876 році в Сербії спалахнуло повстання проти турків і Раєвський 29 липня 1876 року вийшов у відставку і виїхав у Сербську армію волонтером. Головнокомандувачем головною сербською армією був Черняєв Михайло Григорович. На початку серпня 1876 року М. М. Раєвський прибув у розташування Тимоксько-Моравської армії та отримав у командування правий фланг оборони. Показав себе як професіонал з військової справи, свідченням цього були похвала головнокомандувача сербської армії М.Черняєва та нагородження Орден Таковським хрестом.

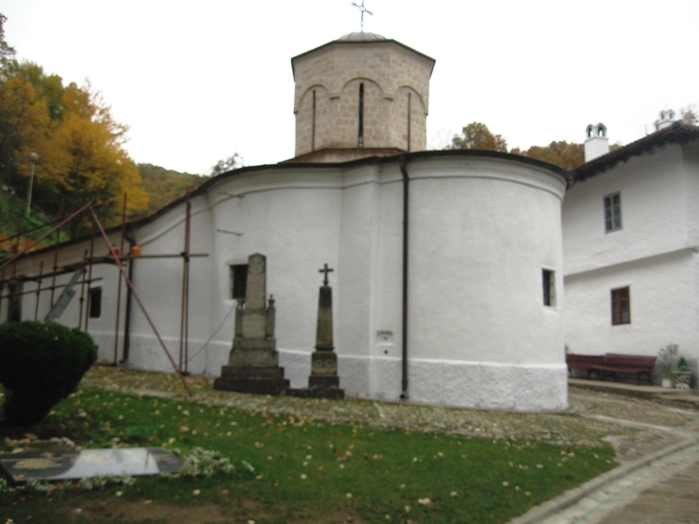
Монастир Святого Романа

Однак битва 20 серпня 1876 року під Алексинцем стала останньої для нього. Загинув у бою при с. Горні Адровац у Сербії. Командир правого флангу полковник Раєвський був вбитий на самому початку турецької атаки. Не зважаючи на значну перевагу сил, турки мали 50 000 війська, а серби не мали й 15 000 солдатів, Туреччина не взяла полонених, зброї та зовсім ніяких трофеїв, і сама мала таку втрату серед людей, що наступні три дні провела у повній бездіяльності.
Тіло М. М. Раєвського було поховано з усіма почестями у монастирі Святого Романа на правому березі Морави неподалік від Алексинцу. 5 вересня 1876 року в Белграді у кафедральному соборі відбулася офіційна траурна церемонія прощання з М. М. Раєвським. У відспівуванні брали участь митрополит Михайло, 30 ієрархів і священиків Сербії. Серед присутніх був князь Мілан. Після другої сербо-турецької війни (1877—1878) місце загибелі російського офіцера було відзначено скромним пам'ятним знаком. У 1887 році його змінив кам'яний хрест із написом «Російський полковник Микола Раєвський загинув тут у боротьбі з турками 20 серпня 1876». Він і понині стоїть на висоті біля с. Горні Адровац. На місці героїчної смерті Раєвського на кошти сім'ї Раєвських побудований храм Святої Трійці, освячений 2 вересня 1903 року при урочистій обстановці. У вересні 1876 року домовину з прахом Раєвського перевезли на батьківщину, поховали у с. Розумівці Олександрівського району у родинній усипальні Раєвських.

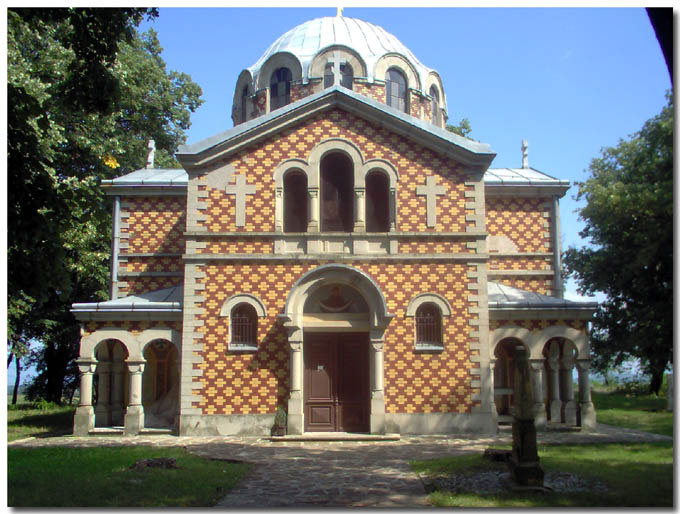
Церква Святої Трійці

## Підприємець
У Криму у своєму маєтку Раєвський починає вирощувати бавовну, публікує книгу «Крымский хлопок» (1864). Перебуваючи в Туркестані всебічно вивчав Туркестанський край з його багатими господарськими можливостями; на свої кошти влаштовував шовкомотальні і виноградники, переконав начальство у перспективності розведення бавовни у Середній Азії. Організував дві дослідницькі ферми, видав брошуру «Руководство по разведению хлопчатника» (1872).

## Прототип графа Вронського
Раєвського вважають одним з прототипів Вронського — героя роману Льва Толстого «Анна Кареніна».

## Нагороди
- Орден Святого Володимира IV ступеня.
- Орден Таковського хреста — державна нагорода Сербського князівства, з 1882 року — Королівства Сербія.